# 焼津市自主運行バス
焼津市自主運行バス（やいづしじしゅうんこうバス）は、静岡県焼津市内を走るコミュニティバスの総称。しずてつジャストライン岡部営業所が運行を担当。

## 歴史
- 1999年4月

旧大井川町営バスを運行開始
- 1999年12月

焼津市内線の運行を開始
- 2008年11月

大井川町との合併により大井川町営バスを継承
- 2013年3月23日

LuLuCa・ICOCA・PiTaPaに加えて交通系ICカードが利用できるようになる。
- 2022年3月31日

大井川西部循環線廃止。
- 2022年7月31日

パサールカード利用終了。
- 2023年8月1日

大井川焼津線ダイヤ改正。経路変更実施。

## 現行路線

### 焼津循環線
焼津駅を基点として8の字型の運行経路をとる。焼津市立病院先回りが「ゆりかもめ」、日本坂PA先回りが「さつき」を名乗る。お盆休み（8/13-8/15）と年末年始（12/29-1/3）は全便運休。
ゆりかもめ
- 焼津駅前 - 市役所前 - （アクアスやいづ） - 水産高校南 - 焼津市立病院前 - 小柳津 - 西焼津駅南口 - 焼津駅前 - 日本坂PA - 坂本 - さかなセンター - 焼津駅前
  - 日本坂PA - 坂本間はフリー降車区間である。
  - 平日の朝1便はアクアスやいづを経由しない。
  - 平日朝に中根新田発焼津駅行きが設定されている。

さつき
- 焼津駅前 - さかなセンター - 坂本 - 日本坂PA - 焼津駅前 - 西焼津駅南口 - 小柳津 - 焼津市立病院前 - 水産高校南 - （アクアスやいづ） - 市役所前 - 焼津駅前
  - 坂本 - 日本坂PA間はフリー降車区間である。
  - 平日の朝1便はアクアスやいづを経由しない。
  - 平日朝に中根新田発焼津駅行きが設定されている。また、平日の最終便は焼津駅発中根新田止まりとなる。

### 大井川焼津線
- 焼津駅前 - 市役所北 - アクアスやいづ入口 - 小川港南 - 焼津市立病院前 - 市営住宅前 - 大井川港 - 飯淵（はぶち） - 大井川福祉センター - 大井川庁舎
  - 平日は焼津市立病院前を始発・終着とする便も運行されている。
  - お盆休み（8/13-8/15）は土日祝ダイヤとなる。年末年始（12/29-1/3）は全便運休。
  - 本路線は国の補助（地域内フィーダー系統確保維持国庫補助金）を受けて運行している。

## 廃止路線

### 大井川西部循環線
大井川庁舎を基点として8の字型の運行経路をとった。焼津市立病院先回りが「さくらえび」、グランリバー前先回りが「すいせん」を名乗った。一部便では焼津市立病院前を始発・終着とするものがあった。2022年3月末をもって廃止された。2022年4月からはしずてつジャストライン焼津大島線が大島新田 - 大井川庁舎間延伸し、大井川地区デマンド型乗合タクシー運行開始した。
さくらえび
- 大井川庁舎 - 焼津市立病院前 - 鶴巻団地 - 大井川庁舎 - グランリバー前 - 相川上 - 富士見橋 - 大井川庁舎
  - 相川上 - 富士見橋間はフリー降車区間だった。

すいせん
- 大井川庁舎 - 富士見橋 - 相川上 - グランリバー前 - 大井川庁舎 - 鶴巻団地 - 焼津市立病院前 - 大井川庁舎
  - 富士見橋 - 相川上間はフリー降車区間だった。

## 運賃
1乗車200円均一だが、高校生まで半額となる。
- 身体障害者手帳、療育手帳、精神障害者保健福祉手帳、戦傷病者手帳の所持者及び介助者は半額。
- LuLuCa・大御所パス・交通系ICカードが使用できる。